# 457 Alleghenia
Alleghenia (asteroide 457) é um asteroide da cintura principal, a 2,5324489 UA. Possui uma excentricidade de 0,1801464 e um período orbital de 1 982,92 dias (5,43 anos).
Alleghenia tem uma velocidade orbital média de 16,9469111 km/s e uma inclinação de 12,9477º.
Esse asteroide foi descoberto em 15 de Setembro de 1900 por Max Wolf, Arnold Schwassmann.